# Ford Ka
La Ford Ka è un'utilitaria di segmento A commercializzata dalla filiale europea della casa automobilistica statunitense Ford a partire dal 1996. Nel 2015 è stata presentata la terza generazione, che cambia denominazione in Ka+.

## Prima generazione (1996-2008)
La Ka venne introdotta l'11 settembre 1996 (in Italia il 9 novembre) ed era basata sulla stessa piattaforma della Ford Fiesta di terza generazione. Ford decise inoltre di costruire la Ka nello stesso stabilimento di Valencia dove veniva assemblata la stessa Fiesta, risparmiando sui costi di gestione. Il capo ingegnere del progetto fu Kevin O'Neill. Quando la Ka venne introdotta sul mercato, destò pareri differenti fra il pubblico a causa del nuovo design New Edge, creato da Jack Telnack, inoltre molti dettagli estetici vennero ripresi dalla concept car Ghia Saetta disegnata da Filippo Sapino.

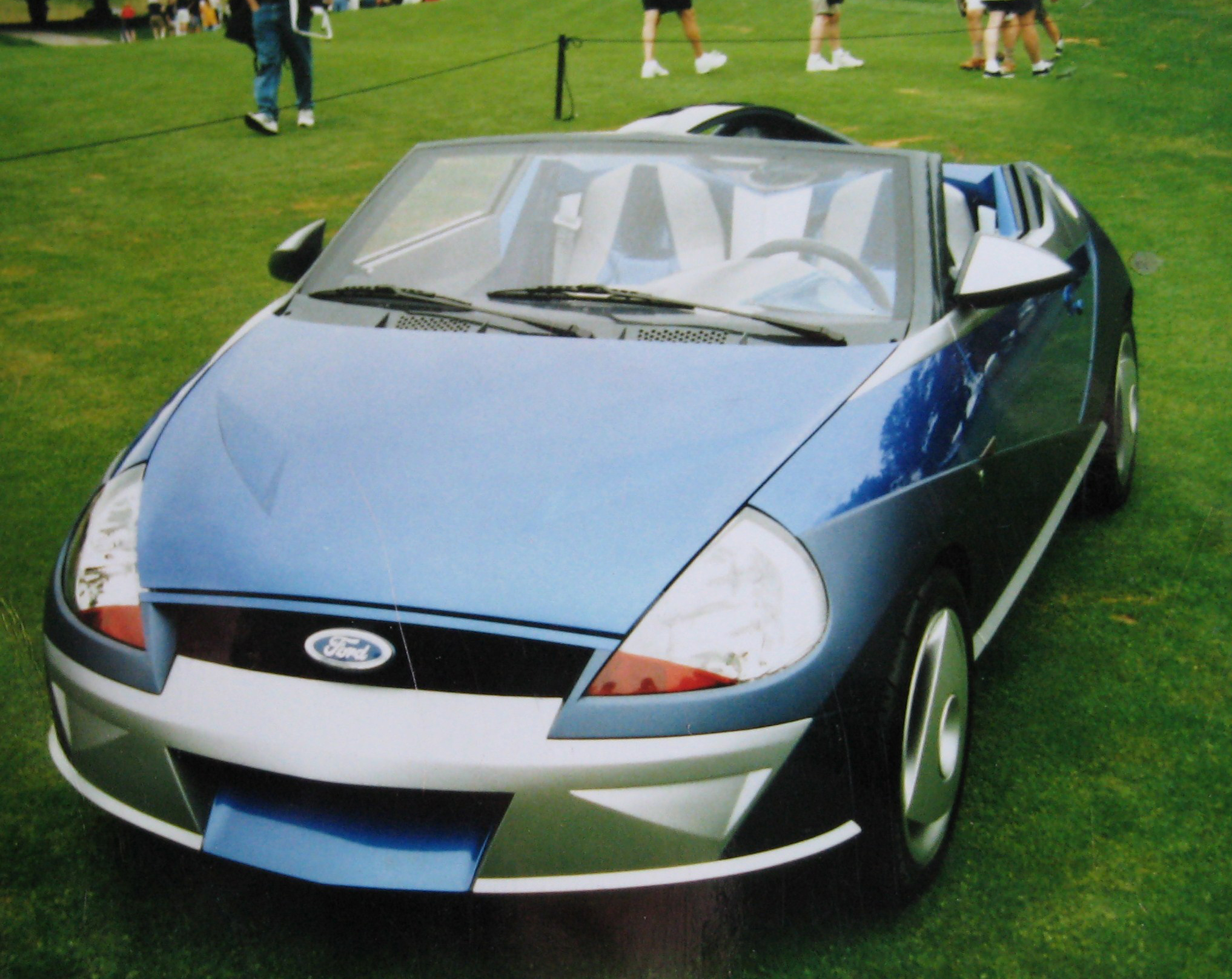
Ghia Saetta

La Ka, come le sue sorelle Fiesta e Puma, venne apprezzata dalla stampa per via della sua ottima guidabilità. Sotto la supervisione di Richard Parry-Jones, il settaggio delle sospensioni e dello sterzo permise alla Ka di raggiungere alti livelli di grip stradale rendendola una delle migliori segmento A.
Al lancio, la Ka venne prodotta in una sola variante e aveva come optional il climatizzatore, il servosterzo, sedili regolabili in altezza, poggiatesta posteriori, airbag per il passeggero, vetri elettrici anteriori e chiusura centralizzata. L'ABS venne aggiunto nel gennaio 1997. Nei crash test EuroNCAP la vettura ottenne il risultato di 3 stelle nella protezione degli adulti.

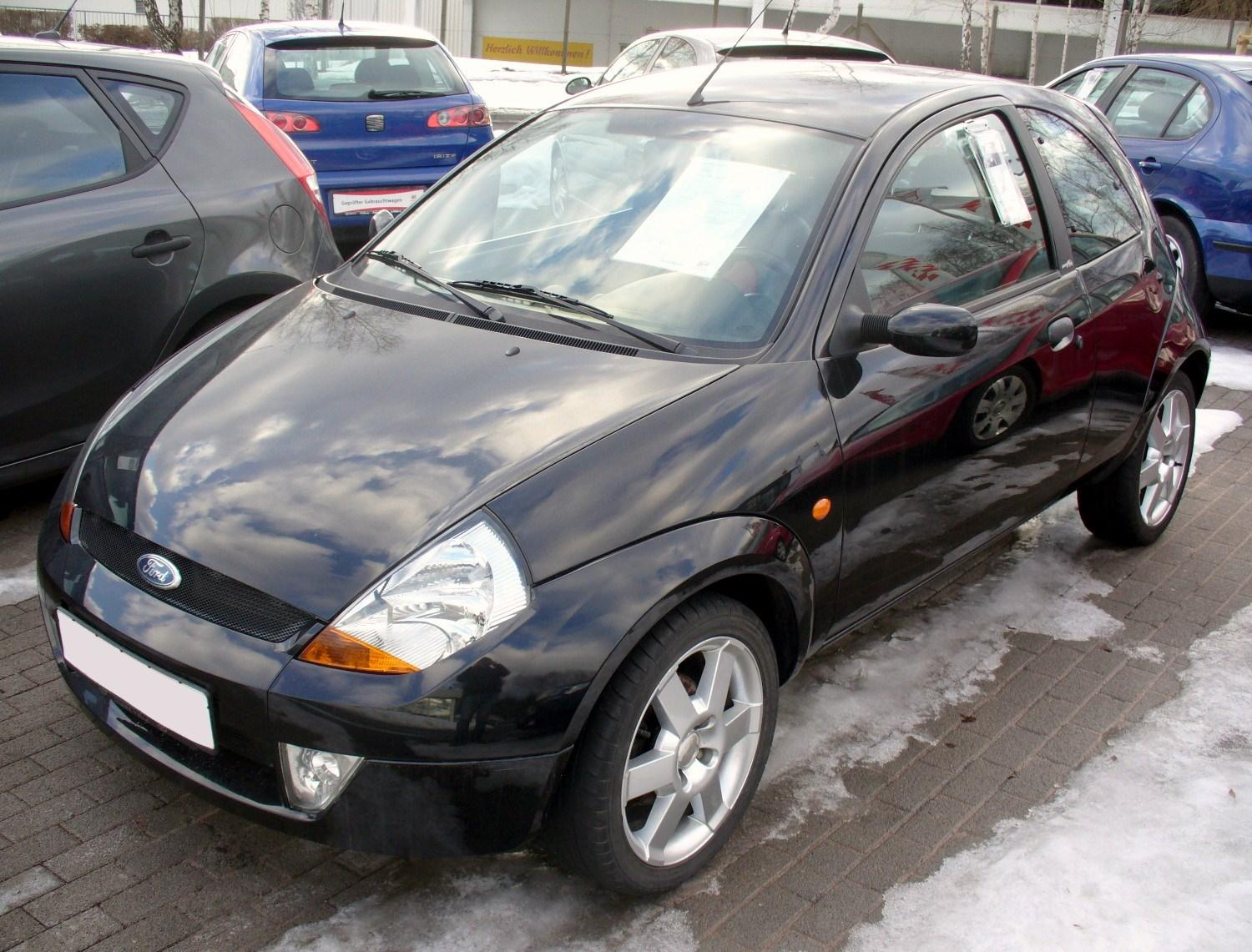
La Ford SportKa

La Ka nacque con il motore a benzina Endura-e da 1.297 cm³ OHV quattro cilindri in linea da 60 CV (45 kW), in grado di fornire una coppia di 100 N·m a 3.000 giri/min. Nel 2001 l'Endura venne sostituito dal Duratec, che migliorò le prestazioni e i consumi. Assieme alla sostituzione del motore, venne anche aggiornato il quadro strumenti tramite un contagiri (assente con la vecchia motorizzazione) ed un tachimetro digitale, capace di apprezzare velocità inferiori ai 20 km/h.
Tutti i modelli vennero realizzati con dei grossi paraurti in plastica grigia, poiché l'intento era quello di renderli poco costosi da sostituire in seguito ai possibili graffi dovuti all'uso cittadino. Perciò venne impiegato uno stabilizzatore chimico per evitare lo scolorimento dovuto ai raggi UV del sole. Tuttavia, le continue richieste da parte degli acquirenti portarono la Ford ad introdurre successivamente i paraurti in tinta con la carrozzeria.
In seguito al successo europeo, la Ka venne prodotta dal 1997 al 2008 anche in Brasile per il mercato sudamericano. Il modello leggermente più lungo (3.835 mm) presentava leggere modifiche alla fanaleria anteriore e posteriore ed era equipaggiato con due motorizzazioni benzina quattro cilindri da 1000 e 1600 cm³ rispettivamente da 64 e 94 cavalli.

### SportKa e StreetKa

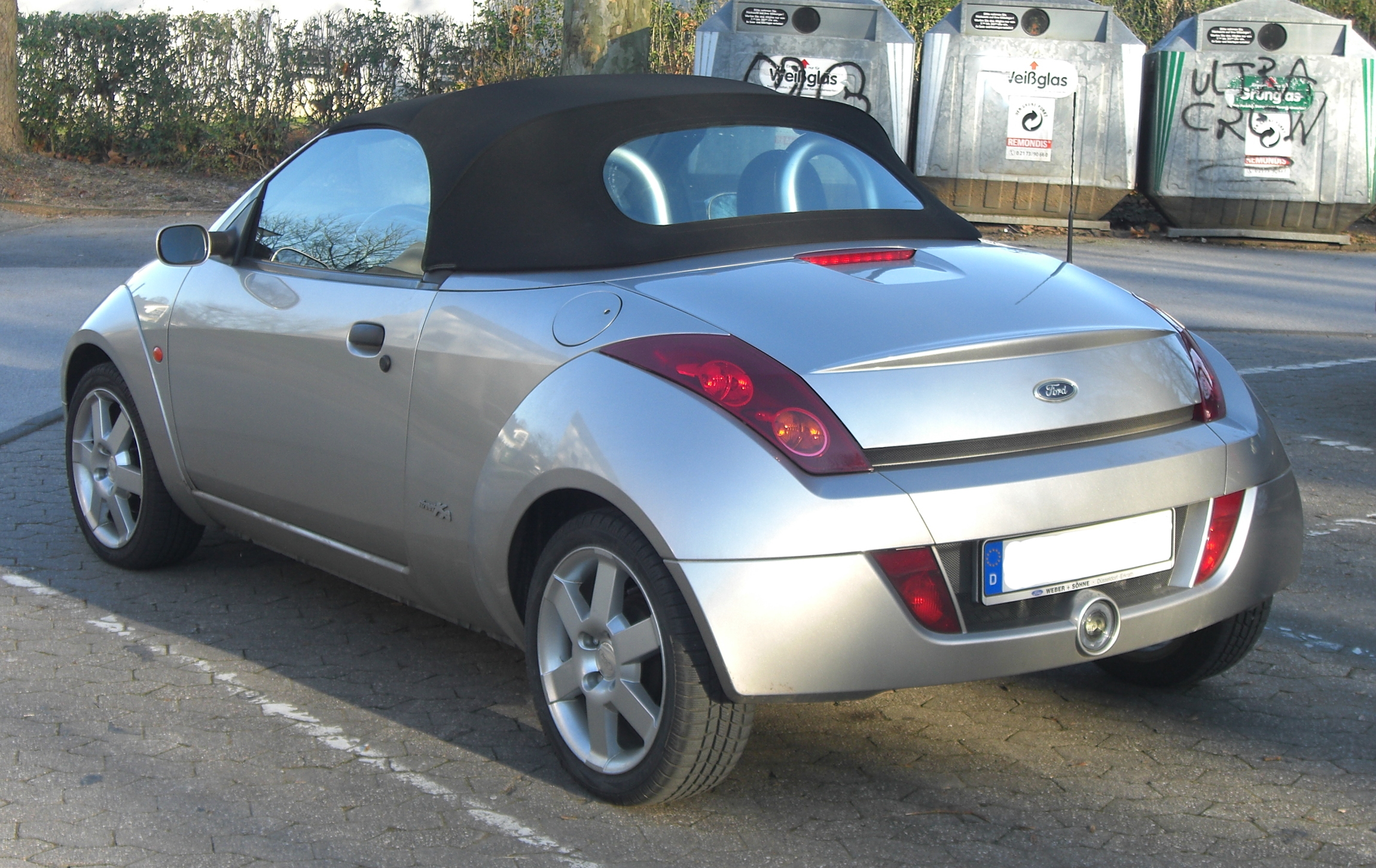
Ford StreetKa

Nel 2003 fu lanciata la versione sportiva della Ford Ka, denominata SportKa, dotata di assetto sportivo, archetti dei passaruota allargati, sospensioni più rigide, cerchi in lega da 16 pollici, spoiler posteriore e fanaleria più aggressiva. Contemporaneamente, fu lanciata anche una versione cabrio chiamata StreetKa, prodotta in Italia da Pininfarina e lanciata propagandisticamente con l'aiuto di Kylie Minogue. La SportKa venne pubblicizzata con lo slogan The Ka's Evil Twin, per evidenziare la differenza con la sua gemella cittadina dal design eccentrico.
Queste nuove versioni, a differenza del modello base che venne equipaggiato con un solo propulsore da 1.3 litri, vennero messe in vendita con un motore Duratec 1.6 litri 8 valvole da 95 cavalli alimentato a benzina. La StreetKa uscì di produzione verso la fine del 2006.

### Motorizzazioni
| Modello      | Motore              | Cilindrata (cm³) | Potenza kW (CV)/rpm | Coppia massima N·m/rpm | 0–100 km/h (secondi) | Velocità max (km/h) | Consumo medio (km/l) |
| 1.3 Endura-e | 4 cilindri in linea | 1297             | 45 (60)/5350        | 100/3000               | 14,8                 | 155                 | 16,9                 |
| 1.3 Duratec  | 4 cilindri in linea | 1297             | 51 (69)/5550        | 106/3000               | 13,7                 | 167                 | 15,8                 |
| 1.6 Duratec  | 4 cilindri in linea | 1597             | 70 (95)/5550        | 135/4250               | 9,7                  | 174                 | 13,1                 |

## Seconda generazione (2008-2016)
Al Salone dell'automobile di Parigi del 2008 venne presentata la seconda serie costruita sulla medesima base della Fiat 500. Prodotta dalla Fiat Automobiles S.p.A presso lo stabilimento polacco di Tychy, la seconda serie venne venduta con la motorizzazione benzina 1.2 Fire da 69 cavalli (rinominata Duratec) e il diesel 1.3 Multijet da 75 cavalli con filtro attivo antiparticolato (rinominato Duratorq TDCI).
In questa versione approdò il Kinetic Design, corso stilistico inaugurato da Ford con il modello S-Max e trasportato successivamente su tutta la gamma. Furono presenti soluzioni tecnologiche come porte USB, impianto Hi-Fi con sei altoparlanti, comandi al volante e sedili riscaldabili. La nuova Ka venne declinata in due allestimenti, disponibili per entrambe le motorizzazioni: Plus e Titanium, la più accessoriata. Sempre al Salone di Parigi, l'auto venne presentata in 4 versioni: la prima normale, la seconda denominata Tatoo con una sorta di tatuaggio aerografato, la terza Digital Art con strisce GT e presa d'aria anteriore colorata, mentre la quarta denominata Grand Prix (di colore rosso con inserti bianchi).

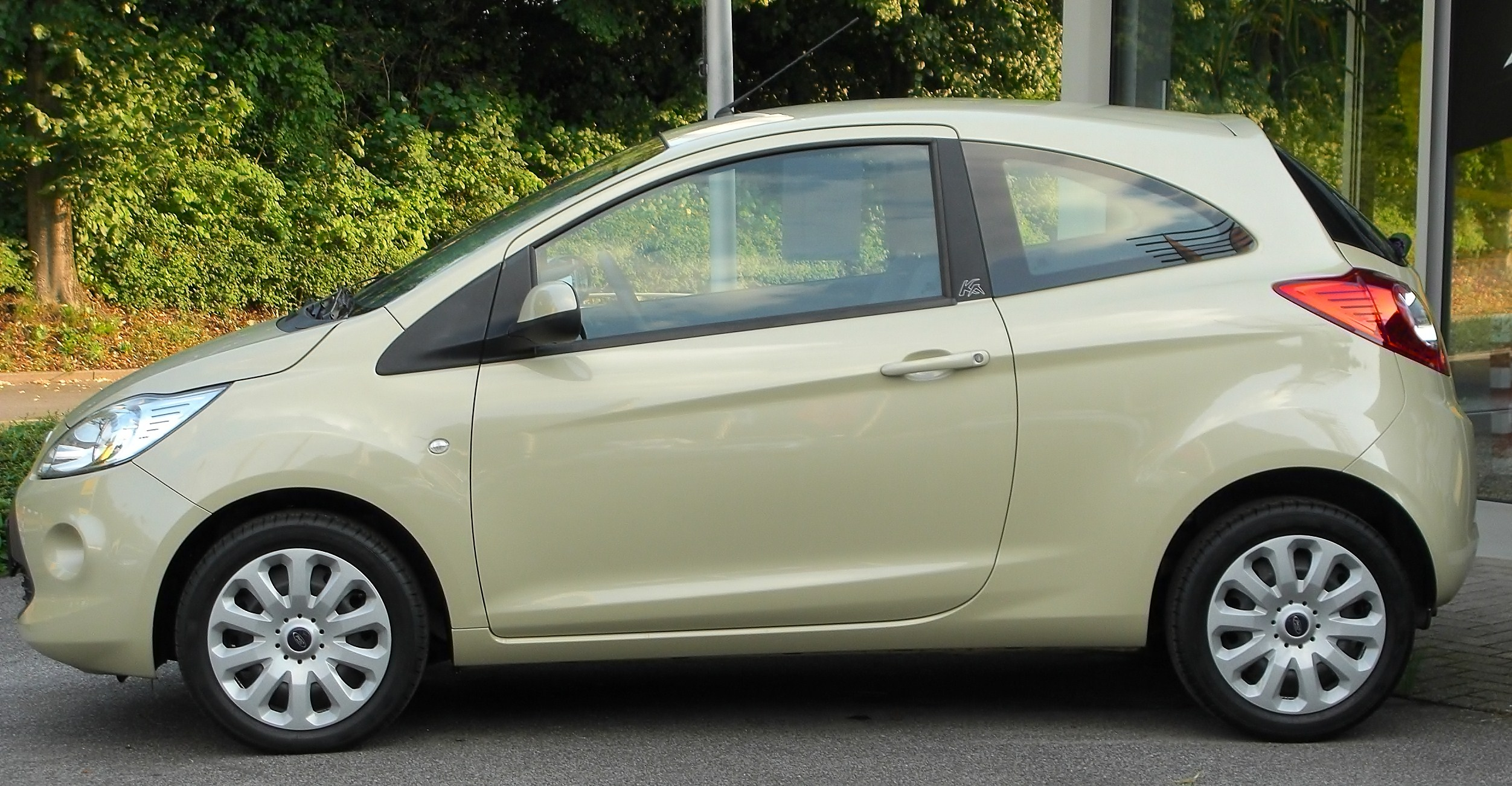
Vista laterale

Rispetto alla 500, venne rimaneggiata la geometria dello sterzo e venne aggiunta una barra stabilizzatrice posteriore per migliorare l'agilità della vettura. La nuova Ka possiede uno sterzo elettro-idraulico, più leggero ed efficiente del predecessore.
Sotto l'aspetto della sicurezza, la seconda serie ottenne 4 stelle Euro NCAP con airbag frontali, ABS, immobilizzatore, luci di emergenza lampeggianti automaticamente in caso di frenata improvvisa e doppia chiusura centralizzata. Come optional, erano disponibili gli airbag frontali e laterali a tendina, l'ESP (di serie a partire dal 2010), HBA (Hydraulic Breaking Assist) e HLA (Hill Launch Assist).
La seconda serie debuttò su schermo nel film di James Bond Quantum of Solace, similmente a quanto accadde per la Ford Mondeo terza serie con il film Casino Royale.

### Motorizzazioni
| Modello               | Disponibilità          | Motore                       | Cilindrata (cm³) | Potenza kW (CV) | Emissioni CO2 (g/km) | 0–100 km/h (secondi) | Velocità max (km/h) | Consumo medio (l/100 km) |
| 1.2 Duratec 8V        | dal 08/2008 al 10/2010 | 4 cilindri in linea, Benzina | 1242             | 51 (69)         | 119                  | 13,1                 | 159                 | 5,1                      |
| 1.3 Duratorq TDCI 16V | dal 08/2008 al 10/2010 | 4 cilindri in linea, Diesel  | 1248             | 55 (75)         | 112                  | 13,1                 | 161                 | 4,2                      |

## Terza generazione (Ka+, 2016-2019)
Sviluppata dalla sezione brasiliana della Ford, la terza generazione della Ka, ora denominata Ka+, è stata presentata nel mese di luglio 2014 e le prime consegne in Brasile sono iniziate nel settembre 2014. La vettura ha adottato una carrozzeria a 5 porte, rompendo di fatto la tradizione che la vedeva come una piccola utilitaria a 3 porte. Successivamente è stata lanciata sul mercato indiano, in cui la vettura si è presentata come Ford Figo Aspire nel mese di agosto 2015. In Europa ha esordito dopo una serie di modifiche specifiche nel giugno 2016, mentre le consegne sono partite a fine anno.
Il nuovo modello si basa sulla piattaforma Ford B Global Platform, cioè quella della Fiesta MkVI e incarna il Ford Kinetic Design 2.0, già visto su altri modelli recenti della casa dell'ovale blu, caratterizzato da una griglia frontale trapezoidale a "T rovesciata" e da fari sottili e sfuggenti. Il nuovo modello ha una carrozzeria cinque porte lunga 393 cm (a differenza dei 362 cm della seconda serie) ed è più corta di 4 cm rispetto alla Fiesta MkVI da cui deriva e con la quale ha anche in comune il passo di 249 cm.
È offerta con una trasmissione manuale a 5 rapporti e un motore a benzina 1.2 Duratec 4 cilindri in linea 16 valvole Euro 6 disponibile in due tagli di potenza: da 70 CV (51 kW) e 85 CV (63 kW). È dotata di accessori come il Ford MyKey, i sistemi multimediali di infotainment MyDock e SYNC, climatizzatore automatico, ingresso keyless, il controllo elettronico della stabilità, fino a sei airbag e una struttura della scocca in acciaio ad alta resistenza. La nuova Ka+ è prodotta negli stabilimenti della Ford a Camaçari, in Brasile (da dove viene esportata in Argentina) e Sanand in India (da dove viene esportata in Messico, Sud Africa ed Europa).

## Attività sportiva
Nel 2001 una Ford Ka Zetec 2.0 16v venne preparata per competere nella 29ª edizione della Mil Milhas Brasileiras svoltasi sul circuito di Interlagos. Affidata ai piloti Leandro de Almeida e Sérgio Louzão, riuscì ad imporsi nella categoria IV riservata a vetture turismo e pick-up, ma al 70º giro fu costretta all'abbandono a causa della rottura del propulsore provocata dall'impatto contro un detrito che aveva danneggiato l'impianto di raffreddamento.
Nel 2019 la Four Project Italia ha costruito 12 vetture da corsa basate sulla Ford KA+ Ultimate da 85 cavalli, disputando la prima stagione del Challenge Ford MPM, con il supporto di una concessionaria italiana. Il trofeo si è articolato su cinque prove disputate in tutta Italia.